# Julius von Duering
Julius Friedrich Karl Freiherr von Duering (* 4. November 1819 in Aachen; † 15. Juni 1894 in Braunschweig) war ein deutscher Jurist und Vorsitzender der  Eisenbahndirektion  Saarbrücken.

## Leben
Julius Duering wurde als Sohn des Geheimrats Friedrich Julius Karl Freiherr von Duering (1787–1844) und dessen Ehefrau Charlotte Henriette Johanna Gillet (1791–1830) geboren.
Nach dem Abitur im Jahre 1836 absolvierte er ein Studium der Rechtswissenschaften und wurde nach den beiden juristischen Staatsprüfungen am 19. April 1845 zum Regierungsassessor ernannt.
Am 21. November 1845 zum interimistischen Staatskommissar für die Oberschlesischen Eisenbahnen ernannt, wurde er Stellvertreter des Staatskommissars der Eisenbahndirektion Breslau und am 17. Mai 1849 definitiver Staatskommissar. Von Februar 1850 an war er Mitglied der Direktion der Oberschlesischen Eisenbahnen, bis er im Juli 1853 in gleicher Funktion zur Aachen-Düsseldorf-Ruhrorter Eisenbahn wechselte.
Am 27. Januar 1854 zum Regierungsrat ernannt, wurde er zwei Jahre später Vorsitzender der Direktion und blieb in dieser Position bis 1863, als er Vorsitzender der Eisenbahndirektion  Saarbrücken wurde und dieses Amt bis zum Jahresende 1868 bekleidete. 1869 wurde er Vorsitzender der  Niederschlesisch-Märkischen Eisenbahndirektion und an das Königliche Eisenbahnkommissariat in Berlin berufen.
1871 wurde von Duering  in den Ruhestand versetzt. 